# J. Evan Bonifant
J. Evan Bonifant (ur. 19 sierpnia 1985) – amerykański aktor.

## Filmografia
- Czarodzieje z Waverly Place (2008, gościnnie)
- Nightmare Room, The (2001), jako Chris (gościnnie)
- Nikki (2000–2002), jako Pud (gościnnie)
- Breakout (1998), jako Joe Hadley
- Blues Brothers 2000 (1998), jako Buster
- Małolaty ninja wracają (1994), jako Tum Tum
- Dotyk anioła (1994–2003), jako Steven (gościnnie)
- Dottie Gets Spanked (1993), jako Steven Gale
- Diagnoza morderstwo (1993–2001), jako Nicky Dunbar (1994) (gościnnie)
- Pełna chata (1987–1995), jako Kenny (gościnnie)